# Хибиятлинский сельсовет
Хибиятлинский сельсовет — административно-территориальная единица и муниципальное образование со статусом сельского поселения в Цунтинском районе Дагестана Российской Федерации.
Административный центр — село Хибиятль.

## Население
| 2002  | 2010  | 2012  | 2013  | 2014  | 2015  | 2016  |
| ----- | ----- | ----- | ----- | ----- | ----- | ----- |
| 930   | ↗1064 | ↗1097 | ↗1106 | ↗1123 | ↗1124 | ↗1156 |
| 2017  | 2018  | 2019  | 2020  | 2021  | 2023  | 2024  |
| ↗1177 | ↗1189 | ↗1203 | ↗1228 | ↘1182 | ↗1208 | ↗1230 |

## Состав
| № | Населённый пункт | Тип населённого пункта       | Население |
| - | ---------------- | ---------------------------- | --------- |
| 1 | Вициятль         | село                         | ↘142      |
| 2 | Хибиятль         | село, административный центр | ↗150      |
| 3 | Хупри            | село                         | ↗732      |
| 4 | Эльбок           | село                         | ↘158      |